# إليزابيث كيس
إليزابيث كيس (بالإنجليزية: Elizabeth Kiss)‏ هي فيلسوفة أمريكية، ولدت في 1961.